# Steatoda rhombifera
Steatoda rhombifera är en spindelart som först beskrevs av Grube 1861.  Steatoda rhombifera ingår i släktet vaxspindlar, och familjen klotspindlar. Inga underarter finns listade i Catalogue of Life.